# Rosemary Brown

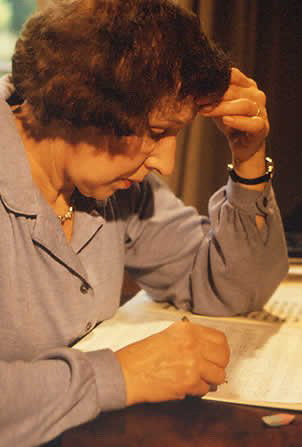
Rosemary Brown

Rosemary Brown (* 27. Juli 1916 in Stockwell, London; † 16. November 2001) war ein englisches Musikmedium.

## Leben und Wirken
Rosemary Brown nahm für sich in Anspruch, ihr seien von verstorbenen Komponisten neue Werke übermittelt worden. Vor allem in den 1970er Jahren erregte sie Medieninteresse mit der Aussage, Liszt, Brahms, Bach, Rachmaninow, Schubert, Grieg, Debussy, Chopin, Schumann und Beethoven hätten ihr Kompositionen diktiert. Sie ist Mutter eines Sohnes namens Tom Brown, der gegenüber der Musikwissenschaft 2024 an der "Lied Basel" Auskunft über das Wirken seiner Mutter zu geben Bereitschaft zeigte.
Brown stammte aus einfachen Verhältnissen und hatte nach eigenen Angaben keine reguläre musikalische Ausbildung, abgesehen von einigen Klavierstunden in der Kindheit bzw. als junge Frau. Die Vermutung, sie habe sehr wohl eine eingehende Musikbildung genossen, diese Tatsache aber infolge schwerer Amnesie vergessen, wurde durch Browns Hausarzt zurückgewiesen. Der Utrechter Parapsychologe W. H. C. Tenhaeff bescheinigte Brown völlige geistige Normalität und schloss eine mediale Herkunft ihrer Wahrnehmungen nicht aus.
1964 begann Rosemary Brown ein intensives musikalisches Selbststudium, 1965 wurde sie Organistin in ihrer spiritistischen Gemeinde. Seit dieser Zeit schrieb sie mehrere hundert Kompositionen (überwiegend für Klavier), nach eigener Aussage von verstorbenen Komponisten diktiert, nieder. 1969 wurde sie einem Test durch die BBC unterzogen, wo sie während einer Sendung Verbindung mit einem Komponisten aufnehmen sollte, was ihrer Aussage zufolge mit Franz Liszt gelang. Da sie das niedergeschriebene Klavierstück selbst nicht spielen konnte, übernahm ein professioneller Pianist die Aufführung. Das Stück wurde anschließend von einem Liszt-Experten geprüft, der unverkennbare Übereinstimmungen mit dem Stil des Komponisten feststellte. 1976 wurden in den Niederlanden zwei Sätze einer ihr angeblich von Beethoven übermittelten Sinfonie uraufgeführt.
Insgesamt kamen verschiedene Musiker zu dem Schluss, die von Rosemary Brown niedergeschriebenen Werke seien zwar dem Stil der jeweiligen Komponisten ähnlich, würden jedoch nicht die Qualität der von diesen zu Lebzeiten komponierten Werke erreichen. Andere, so die englischen Komponisten Richard Rodney Bennett und Humphrey Searle, vertraten die Ansicht, die Musik könne jedenfalls nicht von Brown selbst stammen.
Mehrere Aufnahmen der von Rosemary Brown niedergeschriebenen Musik wurden veröffentlicht (so in Deutschland 1977 die LP Kompositionen aus dem Jenseits beim Label Intercord), ebenso von ihr verfasste Bücher (u. a. Unfinished Symphony).

## Aufnahmen / Notenmaterial
- Rosemary Browns Musik "diktiert" von Liszt, Chopin, Beethoven, Debussy, Schubert, Schumann, Grieg, Brahms, gespielt von Rosemary Brown und Peter Katin, LP Philips n° 6500 049 (1970)
- Musikmedium Rosemary Brown. Kompositionen aus dem Jenseits von Beethoven, Schubert, Chopin, Liszt, Brahms, Rachmaninow und Debussy, Klavier Howard Shelley, LP Intercord n° INT 160.819 (1977)
- Musik aus dem Jenseits. Das Medium Rosemary Brown, VHS-Video VMP Video Medien Pool n° 5093 (ca. 1978)

Derzeit (Stand 2016) sind eine DVD, mehrere CD-Einspielungen sowie Notenhefte erhältlich (Edition Romana, Hamburg / Keturi Musikverlag).